# Grad Brdo pri Kranju
Grad Brdo pri Kranju je najbolje vzdrževan renesančnii dvorec v Sloveniji. Stoji zahodno od vasi Predoslje na Gorenjskem in je del posestva Brdo. Posestvo je spomenik državnega pomena. S središčem Kranja ga povezujeta mestni avtobusni progi št. 5 in 6, ki vozita mimo. S posestvom upravlja Javni gospodarski zavod Protokolarne storitve Republike Slovenije.
Renesančni dvorec je dal začetku 16. stoletja (1510) postaviti goriški deželni glavar in kranjski vicedom Jurij Egkh. Pozneje so nadstropni dvorec s štirimi izstopajočimi vogalnimi stolpi in vmesnimi obodnimi trakti večkrat prezidavali. Pogosto je menjal lastnike. Sredi 18. stoletja je prešel v last baronov Zoisov, ter je bil grad središče družinskega fidekomisa vse do dvajsetih let 20. stoletja. Od leta 1935 je bil last kraljevega namestnika, kneza Pavla Karađorđevića. Po drugi svetovni vojni je popolnoma prenovljeni dvorec (arhitekt Vinko Glanz) postal slovenska rezidenca Josipa Broza Tita. Bil je tudi Titova zadnja rezidenca, saj so ga od tu spomladi leta 1980 odpeljali v ljubljanski Klinični Center, kjer je kasneje umrl.  Po osamosvojitvi Slovenije grad pretežno služi protokolarnim potrebam Vlade Republike Slovenije. Dvorec je bil večkrat prenovljen. Znotraj je opremljen s stilnim pohištvom, preprogami, knjigami, slikami in kipi. Kakovostna je zbirka kipov in slik Neodvisnih (slikarji: Zoran Didek, France Mihelič, France Pavlovec, Maksim Sedej; kiparji: Stojan Batič, Boris in Zdenko Kalin, Karel Putrih, Frančišek Smerdu, Ivan Zajec). V parku so dodatni kipi različnih avtorjev. Novo urejen je vhodni objekt s trgovino spominkov. 
Leta 2001 je protokolarni objekt gostil vrhunsko srečanje med ameriškim predsednikom Georgeom W. Bushem in ruskim predsednikom Vladimirjem Putinom.
Ob koncu leta 2007 je bila na lokaciji nekdanjih kasarn dograjena nova palača kongresnega centra (arhitekta Matija Bevk in Vasa Perović). Izjemno transparentna arhitektura je zleknjena med Zoisovo pristavo in obronki gozda ter blizu spodnjega ribnika. Špartanska oprema dvoran spominja na oblikovanje baltskih dežel. Dvorana centra je bila ključna za prvo in drugo predsedovanje Slovenije EU.
Dvorcu Brdo pripada 496 ha zelenih površin, ki so urejene v park in namenjene kmetijski dejavnosti, predvsem pa gozdarstvu, gojitvi divjadi, in ribogojništvu. Na hipodromu je vzrejno središče za ameriške kasače. Gojeni gozdovi, ribniki in odprte površine imajo izjemno biotsko raznolikost. Park je delno degradiran z igriščem za golf.